# Nguyễn Văn Tình
Nguyễn Văn Tình (sinh ngày 2 tháng 10 năm 1945), là một sĩ quan cấp cao trong Quân đội nhân dân Việt Nam, hàm Phó Đô đốc, nguyên Phó Tư lệnh Binh chủng Đặc công, Bí thư Đảng ủy, Chính ủy Quân chủng Hải quân, nguyên Ủy viên Trung ương Đảng khóa IX, Ủy viên Quân ủy Trung ương. Ông được trao tặng danh hiệu Anh hùng Lực lượng vũ trang nhân dân vào năm 1969.

## Tiểu sử
Nguyễn Văn Tình sinh ngày 2 tháng 10 năm 1945, quê quán tại xã Giao Yến, huyện Giao Thủy, tỉnh Nam Định. Ngày 10 tháng 10 năm 1963 là ngày đầu tiên ông nhập ngũ cũng là ngày đầu tiên ông tham gia Cách mạng. Đến ngày 15 tháng 9 năm 1966 thì ông được kết nạp Đảng, chính thức trở thành Đảng viên Đảng Cộng sản Việt Nam đúng một năm sau đó. Từ tháng 10 năm 1963 đến tháng 2 năm 1964, ông là chiến sĩ tại Lữ đoàn 330 thuộc Sư đoàn 304. Sau đó, ông trở thành Chiến sĩ cận vệ thuộc Phòng Hành chính Bộ Tư lệnh Hải quân.
Tháng 3 năm 1965, ông trở thành Hạ sĩ, được điều sang đơn vị Đặc công nước thuộc Đội 1 của Bộ Tư lệnh Hải quân vừa được thành lập năm 1963. Theo dòng sự kiện lịch sử Việt Nam thì đây là giai đoạn Mỹ vừa thất bại trong Chiến tranh đặc biệt và chuyển hướng sang Chiến tranh cục bộ. Nguyễn Văn Tình là một trong những đặc công đầu tiên của đội Đặc công nước được cử vào chiến trường Quảng Trị. Đến tháng 11 cùng năm, ông trở thành Trung sĩ. Từ tháng 11 năm 1966 đến tháng 9 năm 1968, ông lần lượt trải qua các vị trí Phân đội phó rồi Phân đội trưởng, Phó Bí thư Chi bộ Phân đội 1, Đội 1 của Lữ đoàn Đặc công Hải quân 126. Sau đó, ông trở thành trợ lý Tham mưu, Ban Tham mưu Lữ đoàn 126.
Năm 1969, ông lần lượt là Đội phó Đội 23 và Đội trưởng Đội 11 của Lữ đoàn 126. Tháng 7 cùng năm, ông là người trực tiếp chỉ huy một tổ "người nhái" tham gia trận đánh chìm tàu 15.000 tấn của Mỹ. Tổ do ông chỉ huy có nhiệm vụ phá hủy tàu ở cảng Đông Hà. Tuy nhiên vì quân Mỹ đã nghi ngờ nên toàn bộ kế hoạch được hoãn lại, các lực lượng đều rút lui. Đến ngày 5 tháng 8, đúng kỷ niệm 5 năm ngày lính đặc công đánh đuổi tàu khu trục Maddox của Mỹ khỏi miền Bắc và bắn rơi 8 máy bay, bắt sống phi công đầu tiên của quân đội Mỹ, tổ "người nhái" của Nguyễn Văn Tình lại một lần nữa được triển khai để đánh một con tàu vừa vào cảng Đông Hà hôm trước. Sau một thời gian ngụp lặn trong nước để tìm hiểu quy luật Mỹ tuần tra và thả bom, ông liền gài mìn 6,8 kg vào mạn thuyền và kích hoạt kíp nổ. Tổ của ông đã thành công dùng một quả mìn 6,8 kg đánh chìm tàu chở hàng 15.000 tấn của Mỹ để kỷ niệm 5 năm chiến thắng vang dội đầu tiên của lính đặc công. Trong suốt 7 năm hoạt động tại khu vực này, Đoàn 126 đã đánh chìm hơn 370 tàu vận tải, tàu quân sự, phá hủy hàng vạn tấn vũ khí và phương tiện chiến tranh trong hơn 300 trận đánh. Tháng 7 năm 1970, ông trở thành học viên tại Tiểu đoàn 9, Học viện Chính trị.
Trong khoảng những năm từ 1971 đến 1973, ông nhiều lần đảm nhiệm Chính trị viên của các Tiểu đoàn. Đến tháng 1 năm 1974, ông được bổ nhiệm làm Trợ lý Ban Chính trị Lữ đoàn 126. Tháng 10 năm 1978, ông theo học tại Trường Ngoại ngữ Quân sự. Hai năm sau, ông sang Liên Xô để theo học tại Học viện Quân chính Lê Nin. Tháng 7 năm 1984, sau khi về nước, ông trở thành Đoàn trưởng Đoàn Đặc công 861 (Nay là Lữ đoàn Đặc công Hải quân 126), Phó Bí thư Đảng uỷ Đoàn.
Tháng 8 năm 1991, ông là Đoàn trưởng Lữ Đoàn 126, Đảng uỷ viên Binh chủng Đặc công, Phó Bí thư Đảng uỷ Đoàn 126. Tháng 4 năm 1994, ông được bổ nhiệm làm Phó Tư lệnh Binh chủng Đặc công. Đến tháng 11 năm 1999, ông trở thành Phó Tư lệnh Quân sự Quân chủng Hải quân. Sau đó ông được điều làm Phó tư lệnh Chính trị; Chính ủy, Bí thư Đảng ủy Quân chủng Hải quân. Trong thời gian làm Phó Tư lệnh Chính trị, ông lần lượt được thăng hàm Chuẩn đô đốc vào tháng 12 năm 2001 và Phó đô đốc vào năm 2004. Đến tháng 7 năm 2008 thì ông nghỉ hưu. Ngày 19 tháng 5 năm 2014, một bức ảnh về "nắm đấm thép" của Nguyễn Văn Tình đã góp mặt trong buổi triển lãm ảnh mang tên "12 Tướng trận thời bình", tác giả bộ ảnh "Tướng trận thời bình" cũng nhận được huy chương vàng và huy chương đồng tại giải nhiếp ảnh Prix de la Photographie Paris-Px3 (Pháp).

## Khen thưởng
- Danh hiệu Anh hùng Lực lượng Vũ trang Nhân dân (1969)
- Huân chương Chiến công (2 hạng Nhất, 2 hạng Nhì, 2 hạng Ba)
- Huân chương Chiến sĩ vẻ vang (hạng Nhất, hạng Nhì, hạng Ba)
- Huân chương Chiến sĩ Giải phóng (hạng Nhất, hạng Nhì, Hạng Ba)
- Huân chương Độc lập hạng Ba
- Huy chương Quân kỳ quyết thắng

## Kỷ luật
Ngày 19 tháng 6 năm 2019, Ban bí thư đã kỷ luật cảnh cáo đồng chí Nguyễn Văn Tình. Cụ thể, Ban thường vụ Đảng uỷ Quân chủng Hải quân đã vi phạm nguyên tắc tập trung dân chủ và quy chế làm việc; vi phạm thẩm quyền và quy định pháp luật về quản lý đất đai; thiếu trách nhiệm, buông lỏng lãnh đạo, chỉ đạo, kiểm tra, giám sát. Trong thời gian ông giữ cương vị Ủy viên Trung ương Đảng, Ủy viên Đảng uỷ Quân sự Trung ương, Bí thư Đảng uỷ Quân chủng Hải quân (từ tháng 11 năm 2005 đến tháng 1 năm 2008), Chính uỷ Quân chủng Hải quân, chịu trách nhiệm người đứng đầu cấp uỷ về những vi phạm, khuyết điểm nghiêm trọng của Ban thường vụ Đảng uỷ Quân chủng Hải quân nhiệm kỳ 2005 - 2010.

## Lịch sử phong quân hàm
| Cấp bậc | Đại tá | Chuẩn Đô đốc | Phó Đô đốc |  |  |  |  |  |  |  |  |
|         |        |              |            |  |  |  |  |  |  |  |  |